# Marion (Virginia)
Marion es una localidad del Condado de Smyth, Virginia, Estados Unidos. Según el censo de 2000 tenía una población de 6.349 habitantes y una densidad de población de 590.7 hab/km².

## Demografía
Según el censo de 2000, había 6.349 personas, 2.647 hogares y 1.614 familias residiendo en la localidad. La densidad de población era de 590,7 hab./km². Había 2.865 viviendas con una densidad media de 266,6 viviendas/km². El 91,98% de los habitantes eran blancos, el 5,94% afroamericanos, el 0,24% amerindios, el 0,52% asiáticos, el 0,02% isleños del Pacífico, el 0,38% de otras razas y el 0,93% pertenecía a dos o más razas. El 1,13% de la población eran hispanos o latinos de cualquier raza.
Según el censo, de los 2.647 hogares en el 24,4% había menores de 18 años, el 42,6% pertenecía a parejas casadas, el 14,3% tenía a una mujer como cabeza de familia y el 39,0% no eran familias. El 36,5% de los hogares estaba compuesto por un único individuo y el 19,3% pertenecía a alguien mayor de 65 años viviendo solo. El tamaño promedio de los hogares era de 2,13 personas y el de las familias de 2,76.
La población estaba distribuida en un 19,4% de habitantes menores de 18 años, un 9,7% entre 18 y 24 años, un 26,0% de 25 a 44, un 24,2% de 45 a 64 y un 20,7% de 65 años o mayores. La media de edad era 42 años. Por cada 100 mujeres había 88,1 hombres. Por cada 100 mujeres de 18 años o más, había 86,2 hombres.
Los ingresos medios por hogar en la localidad eran de 25.609 dólares ($) y los ingresos medios por familia eran 34.257 $. Los hombres tenían unos ingresos medios de 27.960 $ frente a los 22.027 $ para las mujeres. La renta per cápita para la ciudad era de 16.372 $. El 18,6% de la población y el 13,2% de las familias estaban por debajo del umbral de pobreza. El 17,2% de los menores de 18 años y el 17,9% de los habitantes de 65 años o más vivían por debajo del umbral de pobreza.

## Geografía
Según la Oficina del Censo de los Estados Unidos, la localidad tiene un área total de 10,7 km², todos ellos correspondientes a tierra firme.